# Hailey (Oxfordshire)
 (septembre 2023).
Pour les articles homonymes, voir Hailey (homonymie).
Hailey est une paroisse civile et un village de l'Oxfordshire, en Angleterre.